# Cartularium van de Sint-Pietersabdij te Gent (1232-1431)

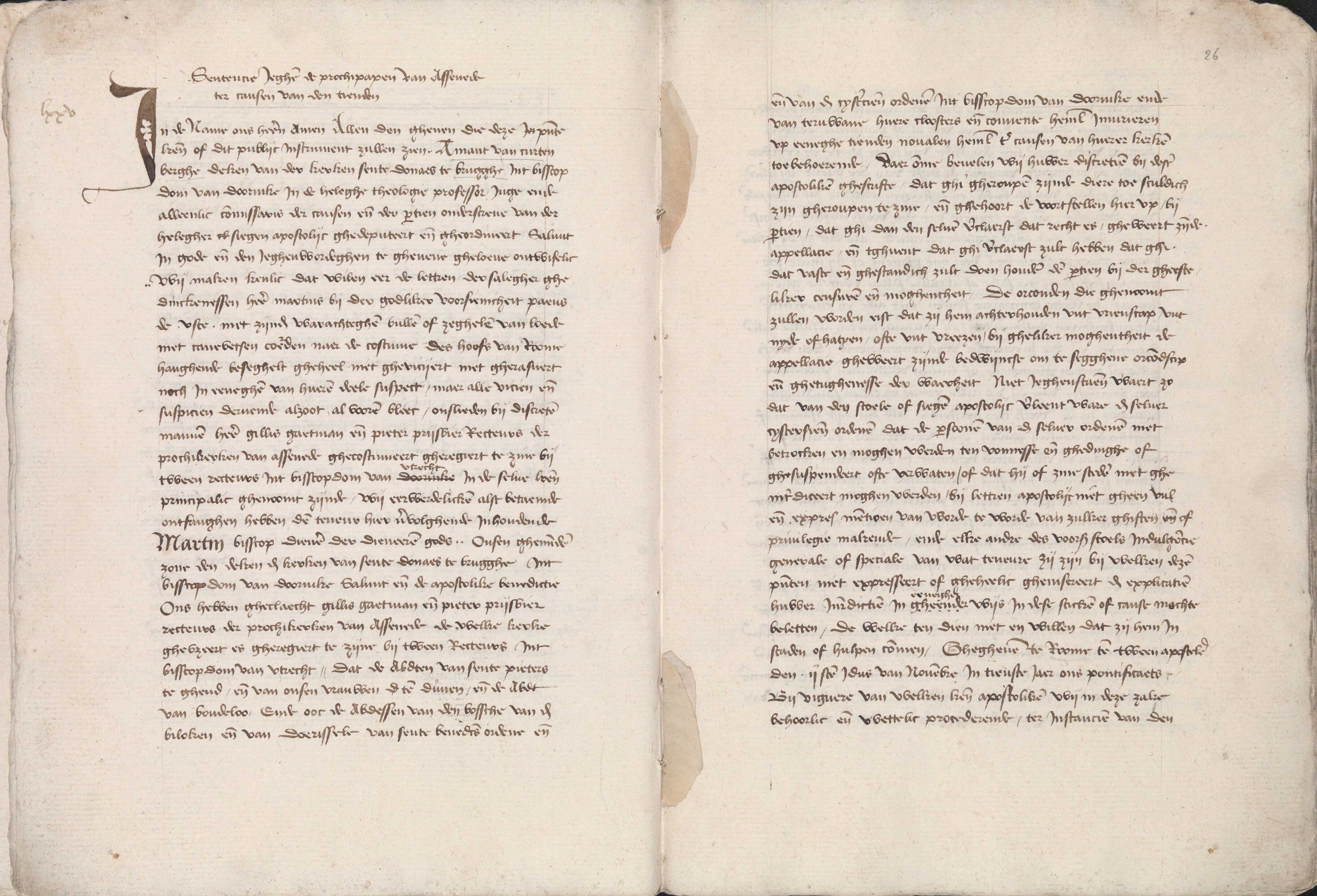
Fragment uit het Cartularium van de Sint-Pietersabdij te Gent, 1232-1431. Vervaardigd in Gent.

Het Cartularium van de Sint-Pietersabdij te Gent is een cartularium dat de periode 1232-1431 beslaat. Het werd vervaardigd in de Sint-Pietersabdij van Gent in het derde kwart van de vijftiende eeuw. Het bevat de volgende Middelnederlandse akten en oorkonden:
- Van den goede ghegheven der pitanchien bij den Abt en Convent, liggende te Zwijnaarde, Telrnare ende Desseberg
- De confirmacie ende consentace des bisscops van Doornik
- Lettren bij virtute van welken tcapitel van sente veerelden te ghent
- Lettren van appointamente tusschen der kerken ende pit ancien van sente pieters bij ghend
- Van den goede te Windelspele in de proche van Zaffelaar
- Hoe dat goed te Maalte ghegheuen es der pitanchien
- Van zekere renten in Avelghem der pit ancien gheassigneert
- In Rusfliete 100 scellinghe voor de pitancie
- Hoe dat de pitanchie van sente pieters ghehouden es den prochipape van kieldrecht Jaerlicx
- De collacie en de confirmacie van den tienden in viere ambachten des erdsbisscops van Keulen
- De confirmacie der tienden van vierambachten
- Dat de prochipape van Bouchout ende van hontenessen alleenlic hebben terdendeel in de tienden
- Consent der prochipapen van Assenede, Bouchout, Artevelde en Moerkerk
- Van 20 scellinghen der Nonnen van Maerke
- De concordie of vereensinghe ghemaect
- Gheschil gheresen tusschen der kerken van sente pieters in ghend ende Janne bloc
- De kennesse van bauwin van monsteghe procureur van Janne bloc
- Vrede en vereensinghe ghemaect tusschen den prochipapen
- Vut causen van den tienden nonalen Jeghen de prochipapen van Assenede
- Confirmacie der tienden nonalen in de vierambachten in Vlaenderen bij den bisscop van Utrecht
- Copie van den accorde ghemaect tusschen der graefneden van Namur ende heuren zonen den grave
- Appointement van den tienden Nonalen
- Sentencie leghen de prochipapen van Assenede ter causen van den tienden